# Лебедев, Николай Александрович
Николай Александрович Лебедев (5 августа 1914, дер. Вдовино Костромская губерния — 23 ноября 1942, ок. хутора Платоновский Калачёвского района Сталинградская область) — советский танкист-ас, участник Великой Отечественной войны, Герой Советского Союза. Уничтожил 28 танков противника. Герой Советского Союза (1943).

## Биография
Родился 5 августа 1914 года в деревне Вдовино ныне Чухломского района Костромской области в крестьянской семье. Русский. В 1928 году окончил Чухломскую семилетнюю школу и вместе с матерью и двумя сёстрами переехал в Кронштадт, где на Морском заводе работал маляром его отец. Поступил в фабрично-заводское училище при этом заводе и в 1932 году окончил его, получив специальность слесаря-котельщика. Затем работал в 9-м цехе и одновременно учился на вечернем рабфаке Ленинградского института инженеров водного транспорта (ЛИИВТ).
В [1935 году по окончании рабфака поступил в ЛИИВТ. После третьего курса проходил практику на Мурманском морском заводе, а преддипломную, летом 1939 года, — в изыскательской партии № 19 Сталинградского технического участка Волжского бассейнового управления пути. Тема дипломной работы — «Соединение Оки и Дона».
В 1940 году окончил ЛИИВТ, получил диплом инженера-гидротехника и через несколько дней после защиты диплома, в июле 1940 года был призван в РККА.
В марте 1942 года окончил Ленинградские бронетанковые курсы и был направлен в формируемый в Воронеже 4-й танковый корпус. Летом 1942 года принял участие в боях на правобережье Дона.
В августе 1942 года в составе 69-й танковой бригады 4-го танкового корпуса воевал на Сталинградском фронте. В августе-сентябре участвовал в многочисленных боях в районе посёлков Орловка, Сиротинская, Россошка.
19 ноября 1942 года началось широкомасштабное наступление Красной Армии в рамках операции «Уран». В прорыв в полосе 21-й армии были ведены и батальоны 69-й танковой бригады, в которой старший лейтенант Н. А. Лебедев занимал должность адъютанта старшего (начальника штаба) 152-го танкового батальона. Тяжёлые бои завязались у селения Громки.

Изрезанная балками и руслами рек местность, слаборазвитая сеть дорог ограничивали манёвр танков и вынуждали их действовать лишь в определённых направлениях. Противник полностью использовал эти условия местности, чтобы остановить продвижение советских танков. Особенно яростно сопротивлялся он у селения Громки, где им был создан сильный опорный пункт. Наступавшие здесь танкисты, до этого не участвующие в боях, вместо атаки с ходу остановились и начали вести огонь с места. Это грозило тем, что наступление могло замедлиться, а танки понесли бы большие потери. Понимая это, начальник штаба танкового батальона старший лейтенант Н. А. Лебедев, не медля ни минуты, вырвался на своём танке вперёд и открыл сильный огонь. Воодушевлённые примером своего командира, танкисты смело двинулись в атаку. Сломив сопротивление противника, они ворвались в Громки и уничтожили штабы двух полков 13-й румынской пехотной дивизии.
— История Великой Отечественной войны Советского Союза 1941-1945 гг.
После прорыва вражеской обороны танкисты в первый день продвинулись в глубину вражеской обороны на 30-40 километров, развивая наступление на город Калач-на-Дону и действуя в отрыве от своих стрелковых частей на 15-20 километров. Танк Лебедева всё время шёл впереди в головной походной заставе батальона. У хутора Манойлин (Клетский район) он один вступил в бой с 15-ю танками противника, уничтожил 10 из них, а остальные обратил в бегство. В хуторе Липов-Логовский (Суровикинский район Волгоградской области) вступил в бой с 10-ю танками врага. Умело маневрируя, и вышел победителем, подбив 7 из них.
23 ноября 1942 года в районе посёлка Советского произошло соединение войск Юго-Западного и Сталинградского фронтов. Старший лейтенант Н. А. Лебедев с двумя другими танками ворвался на хутор Платоновский, выбил оттуда противника и продолжил его преследование. Но в ходе дальнейшего боя был тяжело ранен. Остановившийся танк окружили немцы, и чтобы не попасть в плен, он покончил с собой.
За всё время боёв экипаж Н. А. Лебедева уничтожил 28 танков (из них 17 — только за 5 дней наступления 19—23 ноября 1942 года), 16 орудий, 3 миномёта, 8 пулемётов, а также большое число живой силы и транспортных средств противника.
Указом Президиума Верховного Совета СССР «О присвоении звания Героя Советского Союза начальствующему составу Красной Армии» от 4 февраля 1942 года за «образцовое выполнение боевых заданий командования на фронте борьбы с немецкими захватчиками и проявленными при этом отвагу и геройство» удостоен посмертно звания Героя Советского Союза.

## Награды
- Герой Советского Союза (4 февраля 1943, медаль «Золотая Звезда» № 444)[1];
- Орден Ленина (4 февраля 1943)[1].

## Память
Похоронен в братской могиле в центре города Калач-на-Дону.
В Ленинградском институте водного транспорта открыт мемориальный ансамбль в память о преподавателях и студентах, не вернувшихся с войны. Первое среди имён мемориала — имя выпускника института Героя Советского Союза Н. А. Лебедева.
Его именем названы две школы в Волгограде, теплоход-сухогруз Министерства речного флота и малая планета (2342 Lebedev), открытая Т. М. Смирновой 22 октября 1968 года в Крымской астрофизической обсерватории.
Приказом Министра обороны СССР зачислен навечно в списки личного состава 35-й отдельной мотострелковой бригады (Алейск).
Мемориальная плита с его барельефом установлена перед проходной Кронштадтского Морского завода Министерства обороны РФ (город Кронштадт, ул. Петровская, д. 2).